# Dendrophyllia aculeata
Dendrophyllia aculeata är en korallart som beskrevs av Latypov 1992. Dendrophyllia aculeata ingår i släktet Dendrophyllia och familjen Dendrophylliidae. Inga underarter finns listade i Catalogue of Life.